# Dick Kreijkes
Hendrikus (Dick) Kreijkes (Rijssen, 1920 – Odoorn, 12 juli 2005) was een Nederlands politicus van de PvdA.
Hij was hoofdcommies bij de gemeente Grootegast voor hij in 1956 benoemd werd tot gemeentesecretaris van de gemeente Havelte. In september 1964 werd Kreijkes de burgemeester van Eenrum en precies 10 jaar later volgde zijn benoeming tot burgemeester van Odoorn. In september 1984 ging hij daar vervroegd met pensioen.  Hij is voorzitter geweest van de commissie die verantwoordelijk was voor de totstandkoming van het profvoetbal in Emmen en aansluitend van 1985 tot 1987 was hij de eerste voorzitter van de profvoetbalclub FC Emmen. Midden 2005 overleed hij op 84-jarige leeftijd.